# Ia Sol
Ia Sol là một xã thuộc huyện Phú Thiện, tỉnh Gia Lai, Việt Nam.
Xã Ia Sol có diện tích 117,25 km², dân số năm 2017 là 9.672  người.

## Địa lý
Xã Ia Sol nằm ở phía Đông huyện Phú Thiện và cách trung tâm huyện khoảng 4 km về phía bắc:
- Phía nam giáp xã Ia Piar và xã Ia Yeng
- Phía tây giáp xã Ia Ake và tỉnh Đắk Lắk
- Phía đông giáp huyện Ia Pa
- Phía bắc giáp thị trấn Phú Thiện và xã Chư A Thai

## Lịch sử
Xã Ia Sol được thành lập theo Quyết định 122-HĐBT ngày 29 tháng 10 năm 1983 của Hội đồng Bộ trưởng.
Nghị định số 65/1998/NĐ-CP ngày 21 tháng 8 năm 1998 của Chính phủ, tách ra từ một phần diện tích đất và dân cư của 2 xã: Ia Sol và Chư A Thai để thành lập thị trấn Phú Thiện.
Từ ngày 12 tháng 6 năm 2025, theo Nghị quyết số 1664/NQ-UBTVQH15, sáp nhập tỉnh Bình Định vào tỉnh Gia Lai. Giải thể huyện Phú Thiện, sáp nhập thị trấn Phú Thiện và các xã của huyện: Ia Sol, xã Ia Piar và xã Ia Yeng thành xã Phú Thiện.

## Hành chính
Xã Ia Sol có 10 thôn làng, gồm: thôn Thắng Lợi 1, Thắng Lợi 2, Thắng Lợi 3, Kế Tân, Plei Amil, Plei Tel A, Plei Tel B, Ia Jut, Ia Ptau, Ia Peng.

## Văn hóa - giáo dục
Xã Ia Sol có các cơ sở giáo dục gồm:
- Trường Trung học cơ sở Trưng Vương
- Trường Tiểu học Thắng Lợi
- Trường Tiểu học Lê Lợi
- Trường Mẫu giáo Vành Khuyên
- Trường Mẫu giáo Vàng Anh